# Aiguille du Fruit
La aiguille du Fruit es un pico en los Alpes franceses ubicado en el borde del parque nacional de Vanoise, en Saboya.

## Geografía

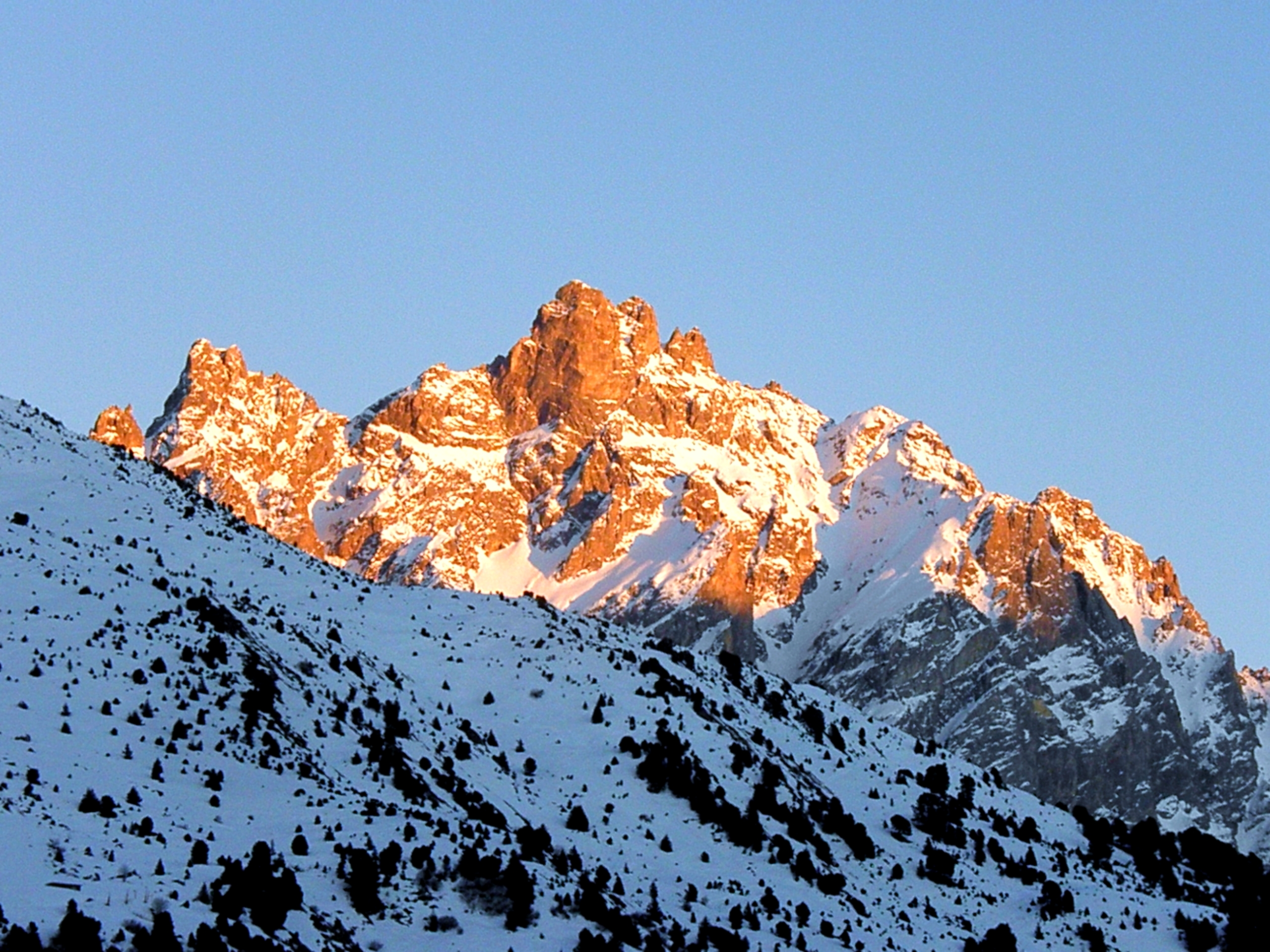
Vista de la aiguille du Fruit desde Méribel-Mottaret.

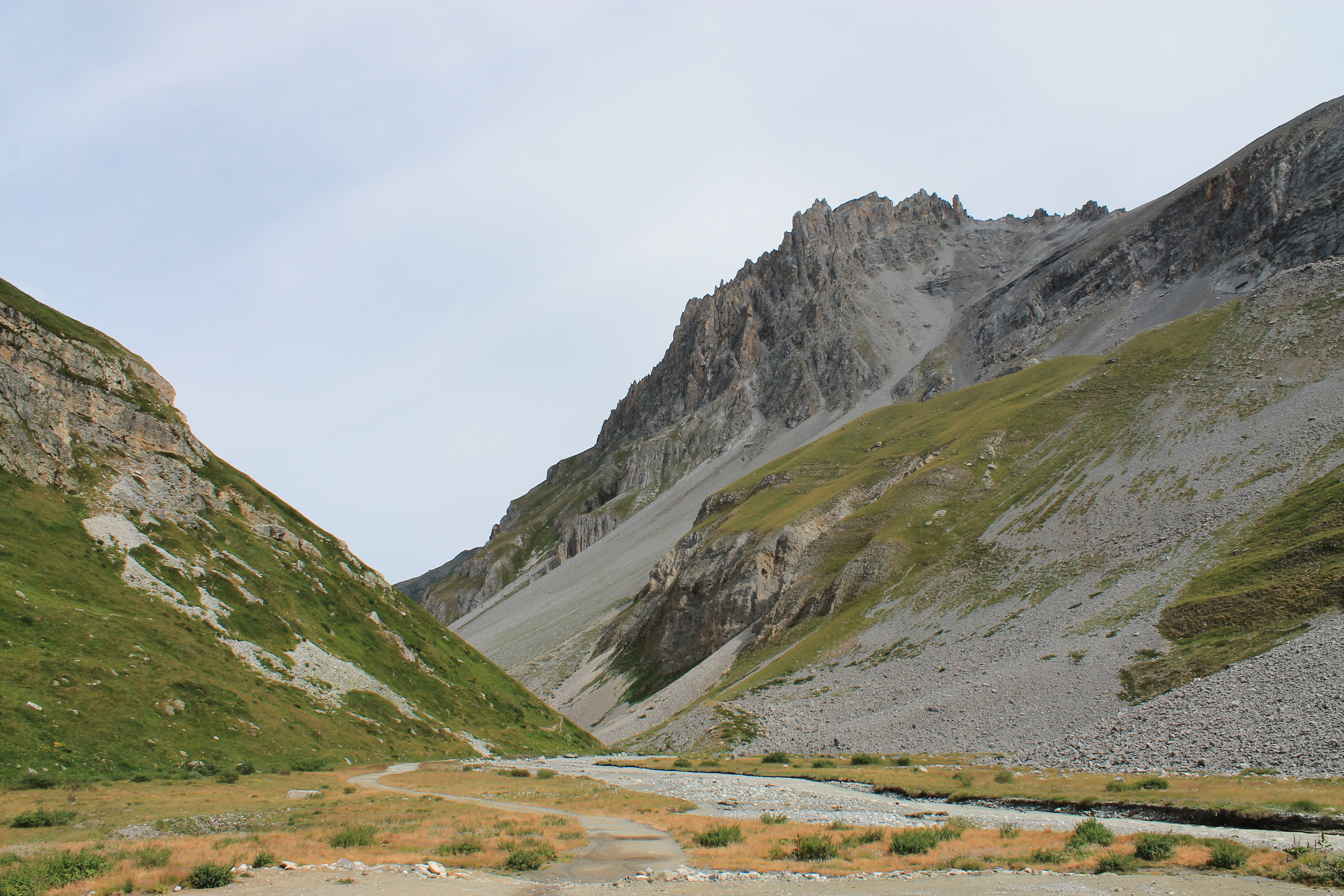
Vista de la cadena de la aiguille du Fruit desde el refugio Saut (valle de Chanrouge) hacia el sur.

La aiguille du Fruit culmina a una altitud de 3048 m, separa los valles de Méribel y Courchevel. Sus empinadas laderas de piedra caliza y dolomita dominan la reserva natural nacional de plan de Tuéda hacia el oeste, mientras que la cara de piedra caliza clara domina la depresión de los lagos Merlet en el lado del parque de la Vanoise. Al noroeste, el col du Fruit (2516 m) marca la separación entre la aiguille du Fruit y la cima del Saulire. La Grosse Tête (2728 m), al sureste, extiende la línea de la cresta hasta el col de Chanrouge.